# 450 Lexington Avenue
450 Lexington Avenue ist ein Wolkenkratzer in Manhattan in New York City, USA. Der Büroturm wurde als Besonderheit innerhalb und auf dem bereits bestehenden Postgebäude Grand Central Post Office errichtet, das von Warren und Wetmore entworfen und von 1906 bis 1909 erbaut wurde.

## Beschreibung
Der nach seiner Adresse „450 Lexington Avenue“ benannte Büroturm befindet sich in Midtown Manhattan an der Lexington Avenue zwischen der East 44th und 45th Street in unmittelbarer Nachbarschaft zum Grand Central Terminal und dem MetLife Building. Er nimmt einen ganzen Block ein. In der Nähe stehen unter anderem die bekannten und berühmten Wolkenkratzer Chrysler Building, Helmsley Building und das 427 m hohe One Vanderbilt.
Der von Skidmore, Owings & Merrill entworfene Wolkenkratzer ist 173,1 Meter (568 Fuß) hoch und besitzt 38 Stockwerke. Das Hochhaus ist mit sardischem grauem Granit verkleidet und weist ein sich wiederholendes Rautenmotiv auf, das die Rücksprünge des Gebäudes und seine Krone hervorhebt. Der Granit wurde direkt nach dem Abbau von der italienischen Insel zur Baustelle in New York transportiert. Das Besondere an dem postmodernen Büroturm ist, dass er mitten im „Grand Central Post Office Building“ errichtet wurde und die bis zu sechs Meter tiefe und sieben Stockwerke hohe neoklassizistische Außenstruktur des ehemaligen Postgebäudes den Büroturm als Sockel umschließt. Unter dem Wolkenkratzer verlaufen Gleisanlagen der Metropolitan Transportation Authority (MTA), die nicht von dem Fundament des Hochhauses beeinträchtigt werden durften.
Das Gebäude war von 2006 bis 2012 im Besitz von Istithmar World, seitdem ist der Eigentümer die Immobilienfirma RXR Realty.

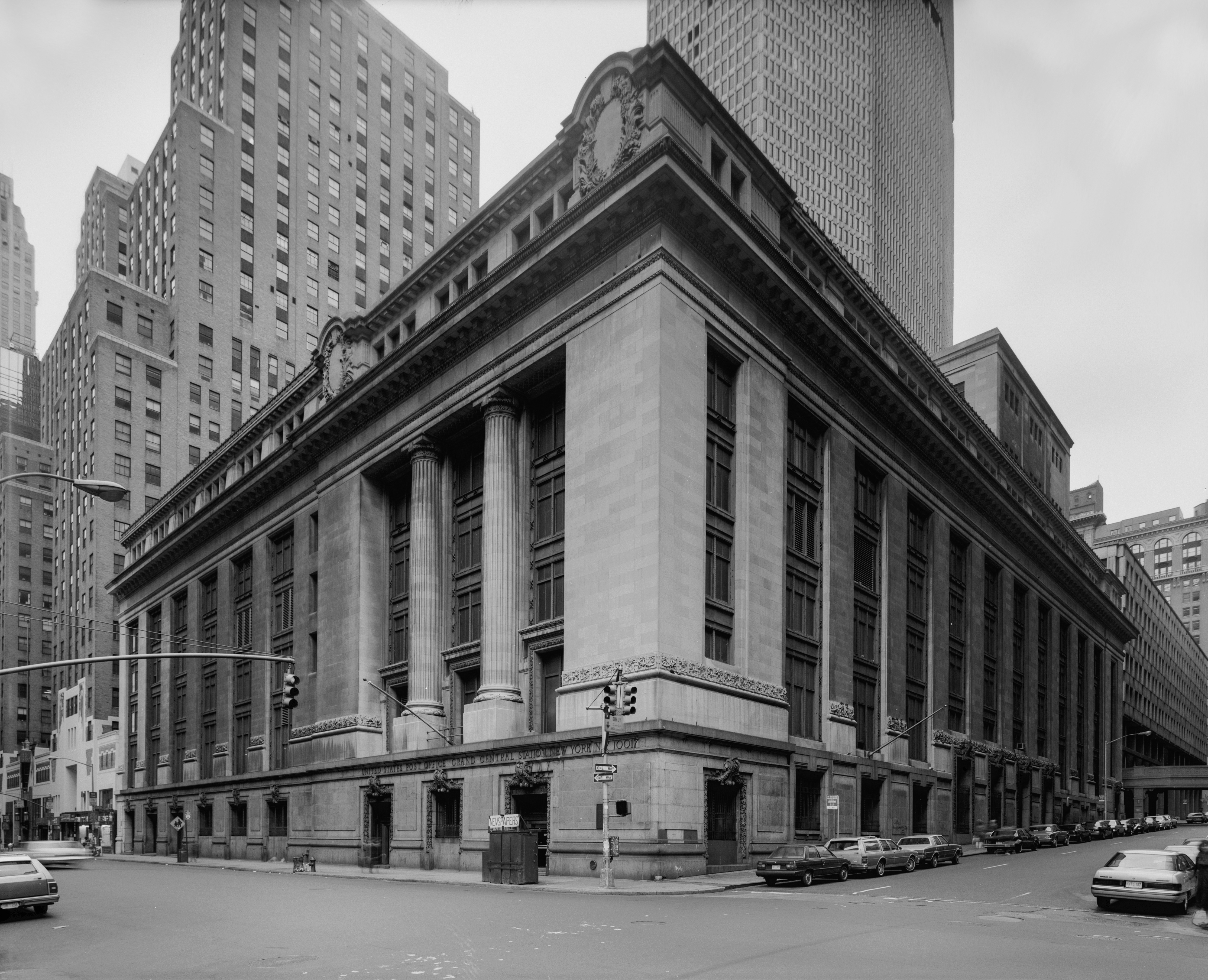
Das neoklassizistische Grand Central Post Office Building 1988

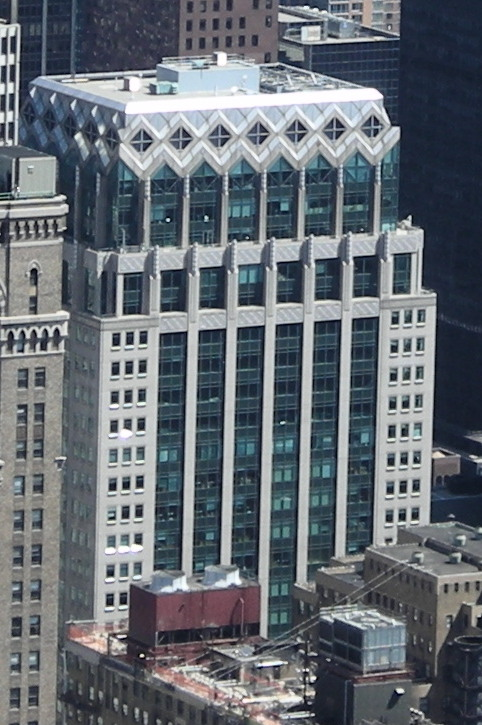
Die Gebäudekrone mit den Rücksprüngen und Rautenmuster